# Poètes cycliques
On regroupe souvent sous le nom de poètes cycliques les poètes épiques de la Grèce archaïque, dont les œuvres balaient les grands cycles littéraires de l'époque (Cycle troyen et Cycle thébain).
Ils parurent environ un siècle après Homère, et entreprirent de compléter ses épopées en célébrant les événements qui précédèrent ou suivirent ceux que chante l’Iliade. 
Parmi eux il faut distinguer les poètes dont les œuvres ont été réunies par les grammairiens d'Alexandrie sous le nom de Cycle épique, comme étant les plus classiques : ce sont, après Homère et Hésiode, Pisandre de Camiros et Panyasis (tous deux auteurs d'une Héracléide), et Antimaque de Colophon, auteur d'une Thébaïde.
Les autres poètes cycliques les plus célèbres sont : Stasinos, Hégésias de Salamine, Agias de Trézène, Leschès de Pyrrha, Stésichore, Eumélos de Corinthe, Cinéthon de Sparte et Chérilos de Samos.

## Source
Cet article comprend des extraits du Dictionnaire Bouillet. Il est possible de supprimer cette indication, si le texte reflète le savoir actuel sur ce thème, si les sources sont citées, s'il satisfait aux exigences linguistiques actuelles et s'il ne contient pas de propos qui vont à l'encontre des règles de neutralité de Wikipédia.